# Établissements ruraux de la république de l'Altaï
Les établissements ruraux (communes rurales) sont des entités municipales au sein des raïons municipaux et des raïons administratifs (aïmags) correspondants de la république de l'Altaï. Il n'y a pas d'établissements urbains, car, à l'exception du Gorno-Altaisk, il n'y a pas de localités urbains (les établissements urbains ont été transformées en établissements ruraux depuis les années 1990).

## Description
Les établissements ruraux sont définies en tant qu'entités municipales par la loi de la république de l'Altaï du 13 janvier 2005, en tant que subdivisions territoires par la loi de la république de l'Altaï du 10 novembre 2008.

## Histoire
Après l'effondrement de l'URSS, la république de l'Altaï a longtemps conservé les conseils de village (selsoviets).
Le 2 juin 1999, la loi no 12-15 a déterminé que:
- « le conseil de village est une entité municipale qui fait partie d'un raïon et regroupe une ou plusieurs localités (villages) avec un seul centre administratif et un gouvernement local. »

Le 3 septembre 1999, un registre a été publié, répertoriant non pas les conseils de village, mais les municipalités. La définition d'une municipalité en 1999 était :
- « Entité municipale : un établissement rural, plusieurs localités unies par un territoire commun, une partie d'une municipalité, un autre territoire peuplé, à l'intérieur duquel s'exerce l'autonomie locale, possédant une propriété municipale, un budget local et des organes élus de l'autonomie locale. »[5],[4].

Le 26 avril 2001, un nouveau registre a été publié, dans lequel les conseils de village (territoires administratifs ruraux) étaient répertoriés parmi les subdivisions administratives.
Les conseils de village en tant qu'organismes de gouvernement local (municipalités) ont été transformés en établissements ruraux en 2005, et en subdivisions en 2008.

## Liste des établissements ruraux
Il existe 91 établissements ruraux sur le territoire de la république de l'Altaï,.
| Non. | Établissement rural | Raïon       | Note                              |
| ---- | ------------------- | ----------- | --------------------------------- |
| 1    | Aktach              | Oulagan     |                                   |
| 2    | Aktel               | Chebalino   |                                   |
| 3    | Amour               | Oust-Koksa  |                                   |
| 4    | Anos                | Tchemal     |                                   |
| 5    | Artybach            | Tourotchak  |                                   |
| 6    | Balyktouïoul        | Oulagan     |                                   |
| 7    | Baragach            | Chebalino   |                                   |
| 8    | Bely Anouï          | Oust-Kan    |                                   |
| 9    | Beltir              | Koch-Agatch |                                   |
| 10   | Bech-Oziok          | Chebalino   |                                   |
| 11   | Bechpeltir          | Tchemal     |                                   |
| 12   | Biïka               | Tourotchak  |                                   |
| 13   | Birioulia           | Koch-Agatch |                                   |
| 14   | Verkh-Apchouïakhta  | Chebalino   |                                   |
|      | Verkh-Karagouj      | Koch-Agatch | 2015 : fusion avec celle de Maïma |
| 15   | Verkh-Piankovo      | Tchoïa      |                                   |
| 16   | Verkh-Ouïmon        | Oust-Koksa  |                                   |
| 17   | Gorbounovo          | Oust-Koksa  |                                   |
| 18   | Djazator            | Koch-Agatch |                                   |
| 19   | Dmitrievka          | Tourotchak  |                                   |
| 20   | Djektiek            | Chebalino   |                                   |
| 21   | Ielo                | Ongoudaï    |                                   |
| 22   | Ilinka              | Chebalino   |                                   |
| 23   | Inia                | Ongoudaï    |                                   |
| 24   | Kazakh              | Koch-Agatch |                                   |
| 25   | Kamlak              | Chebalino   |                                   |
| 26   | Karagaï             | Oust-Koksa  |                                   |
| 27   | Karakokcha          | Tchoïa      |                                   |
| 28   | Karakol             | Ongoudaï    |                                   |
| 29   | Kaspa               | Chebalino   |                                   |
| 30   | Katanda             | Oust-Koksa  |                                   |
| 31   | Kebezen             | Tourotchak  |                                   |
| 32   | Kozoul              | Oust-Kan    |                                   |
| 33   | Kokoria             | Koch-Agatch |                                   |
| 34   | Korgon              | Oust-Kan    |                                   |
| 35   | Koch-Agatch         | Koch-Agatch |                                   |
| 36   | Koulada             | Ongoudaï    |                                   |
| 37   | Kouptchegen         | Ongoudaï    |                                   |
| 38   | Kouraï              | Koch-Agatch |                                   |
| 39   | Kourmatch-Baïgol    | Tourotchak  |                                   |
| 40   | Kouïous             | Tchemal     |                                   |
| 41   | Kyzyl-Oziok         | Koch-Agatch |                                   |
| 42   | Kyrlyk              | Oust-Kan    |                                   |
| 43   | Maïma               | Koch-Agatch |                                   |
| 44   | Maïsk               | Tourotchak  |                                   |
| 45   | Malaïa Tcherga      | Chebalino   |                                   |
| 46   | Manjerok            | Koch-Agatch |                                   |
| 47   | Mendour-Sokkon      | Oust-Kan    |                                   |
| 48   | Moukhor-Tarkhata    | Koch-Agatch |                                   |
| 49   | Nijniaïa Talda      | Ongoudaï    |                                   |
| 50   | Ognevka             | Oust-Koksa  |                                   |
| 51   | Ozero-Koureïevo     | Tourotchak  |                                   |
| 52   | Ongoudaï            | Ongoudaï    |                                   |
| 53   | Ortolyk             | Koch-Agatch |                                   |
| 54   | Paspaoul            | Tchoïa      |                                   |
| 55   | Saratan             | Oulagan     |                                   |
| 56   | Sioïka              | Tchoïa      |                                   |
| 57   | Souzga              | Koch-Agatch |                                   |
| 58   | Talda               | Oust-Koksa  |                                   |
| 59   | Talitsa             | Oust-Kan    |                                   |
| 60   | Tachanta            | Koch-Agatch |                                   |
| 61   | Telenguit-Sortogoï  | Koch-Agatch |                                   |
| 62   | Tenga               | Ongoudaï    |                                   |
| 63   | Tobeler             | Koch-Agatch |                                   |
| 64   | Toudochka           | Tourotchak  |                                   |
| 65   | Tourochka           | Tourotchak  |                                   |
| 66   | Ouznezia            | Tchemal     |                                   |
| 67   | Ouïmen              | Tchoïa      |                                   |
| 68   | Oulan               | Oulagan     |                                   |
| 69   | Oulouchtcherga      | Chebalino   |                                   |
| 70   | Oust-Kan            | Oust-Kan    |                                   |
| 71   | Oust-Koksa          | Oust-Koksa  |                                   |
| 72   | Oust-Mouny          | Koch-Agatch |                                   |
| 73   | Oust-Mouta          | Oust-Kan    |                                   |
| 74   | Khabarovka          | Ongoudaï    |                                   |
| 75   | Tchagan-Ouzou       | Koch-Agatch |                                   |
| 76   | Tchoulychman        | Oulagan     |                                   |
| 77   | Tchemal             | Tchemal     |                                   |
| 78   | Tchendek            | Oust-Koksa  |                                   |
| 79   | Tcheposh            | Tchemal     |                                   |
| 80   | Tcherga             | Chebalino   |                                   |
| 81   | Tchiorny Anouï      | Oust-Kan    |                                   |
| 82   | Tchibilia           | Oulagan     |                                   |
| 83   | Tchibit             | Oulagan     |                                   |
| 84   | Tchoï               | Tchoïa      |                                   |
| 85   | Chachikman          | Ongoudaï    |                                   |
| 86   | Chebalino           | Chebalino   |                                   |
| 87   | Chirgaïtou          | Chebalino   |                                   |
| 88   | Ynyrga              | Tchoïa      |                                   |
| 89   | Elekmonar           | Tchemal     |                                   |
| 90   | Iabogan             | Oust-Kan    |                                   |
| 91   | Iakonour            | Oust-Kan    |                                   |